# Tietzes utvidgningssats
Tietzes utvidgningssats är en matematisk sats inom topologi. Satsen publicerades 1915 av Heinrich Tietze och kan ses som en generalisering av Urysohns lemma.

## Formulering
Låt X vara ett normalt topologiskt rum och låt A vara en sluten delmängd till X. Om
{\displaystyle f:A\to \mathbb {R} }
är en kontinuerlig funktion från A till de reella talen med standardtopologin, så finns en kontinuerlig funktion
{\displaystyle F:X\to \mathbb {R} }
som uppfyller {\displaystyle F(a)=f(a)} för alla a i A.
Även formuleringar med intervallet {\displaystyle [-1,1]} istället för {\displaystyle \mathbb {R} } förekommer.